# Herb powiatu prudnickiego
Herb powiatu prudnickiego – jeden z symboli powiatu prudnickiego.

## Historia

Herb przyjęty w 2005

Podczas sesji Rady Powiatu Prudnickiego 23 lutego 2001 plastyk Michał Marciniak-Kożuchowski wraz z żoną przedstawił dwie propozycje herbu powiatu prudnickiego. Pierwszy dzielony w słup na dwie równe połowy – przedstawiał pół złotego orła księcia Bolesława II na błękitnym tle, oraz odwróconą połowę srebrnego lwa czeskiego na czerwonym tle, posiadających wspólną gotycką złotą koronę. Drugą propozycją był złoty orzeł Bolka II na błękitnym tle, na którego piersi widniał srebrny lew Przemyślidów na czerwonym tle w tarczy. „Tygodnik Prudnicki” zanegował te propozycje ze względu na to, że książę Bolesław II nie miał w swoim posiadaniu ziemi prudnickiej. Ich autorowi zarzucono amatorstwo i nieznajomość lokalnej historii. Andrzej Dereń przedstawił własną propozycję herbu z czeskim lwem i różą Rożemberków – założycieli Prudnika. Starostwo wówczas nie podjęło decyzji wobec akceptacji żadnego z projektów.
30 listopada 2005, na XXXVIII sesji Rady Powiatu została przyjęta zmodyfikowana pierwsza propozycja Marciniaka-Kożuchowskiego. Prawa część tarczy herbowej przedstawiała pół złotego orła Bolesława II na błękitnym polu, lewa pół srebrnego lwa na czerwonym polu, nawiązującego do okresu, kiedy Prudnik był na Morawach. Orzeł i lew były koronowane. W środku herbu został umieszczony herb sercowy, nawiązujący do róży – herbu rodu Rożemberków, również dzielony pionowo w prawej części pokazywał pół czerwonej róży na srebrnym tle, w lewej pół srebrnej róży na czerwonym tle. Czerwona róża nawiązywała wprost do Rożemberków, za to srebrna do św. Wojciecha i herbu Poraj. Element miał łączyć cechy czeskie i polskie. W 2006, herb i flaga powiatu przyjęte przez Radę zostały zakwestionowane przez Komisję Heraldyczną, która dopatrzyła się w herbie odwołania do domniemanego pobytu templariuszy na ziemi prudnickiej, a także zakwestionowała historyczną postać Woka z Rożemberka. Marciniak-Kożuchowski, który za projekt otrzymał osiem tysięcy złotych, został pozwany przez prudnickie starostwo w 2008. Starosta powiatu prudnickiego Radosław Roszkowski wyjaśnił: „Herb jakoby jest, ale faktycznie go nie mamy. Nie jesteśmy w stanie wyegzekwować od artysty takich poprawek, które uzyskałyby akceptację Komisji Heraldycznej. Dlatego wystąpiliśmy na drogę sądową. Chcemy w ten sposób uzyskać korektę herbu”.
Obecny herb, autorstwa Wojciecha Drelicharza, Zenona Piecha oraz Barbary Widłak, przedstawiający w polu trójdzielnym w skos czerwono-srebrno-błękitnym ukoronowanego złotego orła, został ustanowiony uchwałą nr XXXIII/224/09 z 29 maja 2009.

## Symbolika
Herb powiatu prudnickiego przedstawia w polu trójdzielnym w skos czerwono-srebrno-błękitnym ukoronowanego złotego orła Piastów górnośląskich. Kolory pasów nawiązują do herbu dynastii Wazów, którzy w XVII wieku trzymali księstwo opolsko-raciborskie w zastawie.